# Експлорер-8
«Експло́рер-8» (англ. Explorer 8 — дослідник), інша назва «Експлорер Ес-30» (англ. Explorer S-30) — американський науковий космічний апарат типу С-30, запущений за програмою «Експлорер» 3 листопада 1960 року. Апарат вимірював у іоносфері на висотах 400—1600 км густину і температуру електронів, концентрацію і масу іонів, розподіл і масу мікроастероїдів. «Експлорер-8» створювався для вивчення розподілу у часі і просторі цих властивостей і їхніх змін залежно від денних, освітлених Сонцем, або нічних, затінених умов.
Апарат підтвердив існування прошарку гелію у верхніх шарах атмосфери.

## Опис
Апарат мав алюмінієву оболонку з двох зрізаних конусів, приєднаних до центральної циліндричної секції. Найбільший діаметр був 76 см, висота усього апарата 76 см. Апарат важив 41 кг.
Передавач із робочою частотою 108 МГц із середньою потужністю 0,1 Вт передавав дані наживо до вичерпання заряду батарей на 54-ту добу польоту 27 грудня 1960 року.
Експериментальна апаратура складалась з таких пристроїв:
- вимірювач хвильового опору в інтервалі радіочастот;
- вимірювач іонного струму;
- вимірювач потенційного опору;
- двоелементний і триелементний електронні температурні датчики;
- вимірювач струму електронів;
- детектор мікроастероїдів фотоелектронним помножувачем і мікрофоном;
- вимірювач електричного поля;
- датчик сонячного горизонту;
- терморезистор для вимірювання температури.

Одночасне вимірювання концентрацій електронів й іонів мало з'ясувати чи має космічний простір нейтральний заряд.
Живлення забезпечували ртутно-цинкові акумулятори. Апарат не мав сонячних елементів для уникнення впливу на експерименти їхнього нерівномірного заряджання.

## Політ
3 листопада 1960 року в 05:23:10 UTC ракетою-носієм Джуно-2 з космодрому Мис Канаверал відбувся запуск апарата «Експлорер-8».
27 грудня 1960 року на 54-ту добу польоту вичерпався заряд батарей і апарат припинив роботу.
28 березня 2012 року апарат зійшов з орбіти, увійшов у щільні шари атмосфери і згорів.